# عصافير الشوك
عصافير الشوك (الاسم العلمي: Prunellidae) هي فصيلة من الطيور تتبع رتبة العصفوريات. وهي أصنوفة أحادية الطراز أي أنها تملك جنساً واحد وهو جنس عصفور الشوك (الاسم العلمي: Prunella). ويستوطن في المنطقة القطبية الشمالية القديمة (النصف الشمال من قارة آسيا وأفريقيا وجميع مناطق أوروبا)، يبلغ طول أنواع هذه العصافير ما بين 14 سم إلى 18 سم وتزن ما بين 25 إلى 35 غراماً. تتغذى على الحشرات الصغيرة في فصل الصيف. وعلى التوت البري في الشتاء.

## الأنواع
- جنس عصفور الشوك
  - عصفور الشوك الصنوبري، Prunella collaris
  - عصفور شوك ألتاي، Prunella himalayana
  - عصفور الشوك العربي، Prunella fagani
  - عصفور الشوك أسود الرقبة، Prunella atrogularis
  - عصفور الشوك البني، Prunella fulvescens
  - عصفور الشوك، hedge accentor or hedge sparrow، Prunella modularis
  - عصفور الشوك الياباني، Prunella rubida
  - عصفور الشوك المنغولي، Prunella koslowi
  - عصفور الشوك كستنائي الظهر، Prunella immaculata
  - عصفور شوك رادي، Prunella ocularis
  - عصفور شوك روبن، Prunella rubeculoides
  - عصفور الشوك أصهب الصدر Prunella strophiata
  - عصفور الشوك السيبيري، Prunella montanella